# Migraciones indoeuropeas

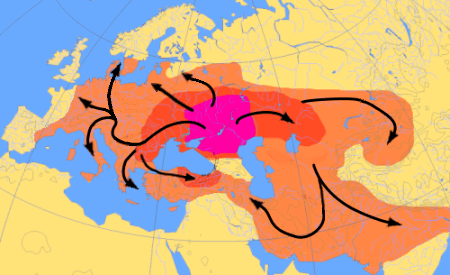
Mapa de las migraciones indoeuropeas dadas desde el 4000 al 1000 a. C. de acuerdo a la hipótesis de los kurganes.
- El área magenta corresponde al propuesto Urheimat (Cultura de Samara, Cultura de Sredny Stog) y la ulterior Cultura yamna.
- El área roja corresponde al territorio donde pudieron haberse asentado los pueblos indoeuropeos por el 2500 a. C.
- El área naranja en el 1000 a. C.

Las migraciones indoeuropeas ocurrieron entre los años 4000 y 1000 a. C., cuando los hablantes de lenguas indoeuropeas se expandieron por Europa y Asia.
Lo que se sabe de estas migraciones se basa en datos lingüísticos, arqueológicos, antropológicos y genéticos. La lingüística describe las similitudes entre varias lenguas y los cambios de estas lenguas a lo largo de la historia. Según investigaciones arqueológicas, las lenguas indoeuropeas y su cultura se dispersaron en varias etapas, desde el Urheimat de los protoindoeuropeos en la estepa póntica, hasta Europa occidental y central y el sur de Asia. Investigaciones genéticas recientes ayudan a entender las relaciones históricas entre varias culturas a lo largo de la historia.
Las lenguas y cultura indoeuropeas se expandieron en varias etapas. Las primeras sucedieron aproximadamente desde el 4200 a. C. hasta el 3000 a. C. hacia el valle del Bajo Danubio, Anatolia y la región altaica. Los protoceltas y protoitálicos probablemente se expandieron a Europa luego de nuevas migraciones al valle del Danubio, mientras que protogermánicos, protoeslavos y protobálticos se desarrollaron al este de los Cárpatos, en lo que hoy en día es Ucrania, mudándose después al norte y extendiéndose con la Cultura de la cerámica cordada en Europa central por el 3000 a. C. Las lenguas y cultura indoiranias surgieron en la Cultura de Sintashta (2100 - 1800 a. C.), al este de la Cultura de la cerámica cordada, cerca a Asia Central; y luego se desarrollaron en la Cultura Andronovo (1800 - 800 a. C.). Los indoarios se trasladaron al Complejo arqueológico Bactria-Margiana (2300 - 1700 a. C.) y se expandieron por el Levante (Mitanni), el norte de la India (período védico, 1500 a. C.) y China (Wusun). Los iranios se expandieron por las estepas a través de los escitas y a la meseta irania con los medos, persas y partos desde el 800 a. C.

## Fundamentos

### Lingüística: relación entre lenguas

Mapa que muestra la distribución actual aproximada de las ramas indoeuropeas en sus territorios de Europa y Asia. La siguiente leyenda está en orden cronológico de acuerdo a las fuentes más antiguas de cada rama que hasta ahora sobreviven:
Helénico (Griego)
Indoiranio
Itálico (incluye Latino)
Celta
Germánico
Armenio
Baltoeslavo (Báltico)
Baltoeslavo (Eslavo)
Albanés
Lenguas no indoeuropeas

#### Lenguas indoeuropeas
Las lenguas indoeuropeas conforman una familia de centenares de lenguas y dialectos relacionados entre sí. Ethnologue lista más de 450 lenguas y dialectos, según las mismas estimaciones de Ethnologue de 2009, casi la mitad (221) pertenecen a la rama indoaria. Incluye la inmensa mayoría de las lenguas europeas actuales, de la meseta irania, la mitad septentrional del subcontinente indio y Ceilán, aunque también era predominante en la antigua Anatolia. Debido a las numerosas fuentes escritas que aparecieron desde la Edad del Bronce con las lenguas anatolias y el griego micénico, la familia indoeuropea es importante para los estudios de la lingüística histórica, teniendo la segunda mayor historia registrada, después de la familia afroasiática.
Las lenguas indoeuropeas son habladas por casi tres mil millones de hablantes nativos, el mayor número para todas las familias lingüísticas reconocidas. De las 20 lenguas con el mayor número de hablantes nativos según Ethnologue, 12 son indoeuropeas: español, inglés, hindi, portugués, bengalí, polaco, alemán, panyabí, maratí, francés, urdu, italiano, contándose alrededor de 1700 millones de hablantes.
Las similitudes entre varias lenguas europeas, el sánscrito y el persa fueron señaladas desde el siglo XVII y especialmente en el siglo XVIII. Se ha hecho famosa la afirmación de sir William Jones, que aprendía sánscrito en la India, y concluyó que las lenguas clásicas de Europa, latín y griego, así como el sánscrito y otras lenguas se originaron de una "fuente común".

#### Desarrollo de las lenguas indoeuropeas

##### Idioma protoindoeuropeo
El idioma protoindoeuropeo (PIE) es la reconstrucción lingüística del ancestro común de las lenguas indoeuropeas habladas por los protoindoeuropeos. El PIE fue la primera protolengua propuesta en ser aceptada por la mayoría de los lingüistas. Es el que más trabajo se ha gastado en su reconstrucción que cualquier otra protolengua y es de lejos la mejor entendida de todas las protolenguas. Durante el siglo XIX, la lingüística se dedicó en mayor parte en la reconstrucción del PIE o sus protolenguas hijas como el protogermánico, y como resultado la mayoría de las técnicas actuales usadas en la lingüística histórica fueron desarrolladas.
Los estudiosos estiman que el PIE pudo haber sido hablado como una única lengua (antes de su diversificación) alrededor del 3500 a. C., aunque las estimaciones por diferentes expertos pueden variar en más de un milenio. La teoría más popular que explica el origen y la expansión de esta lengua es la hipótesis de los kurganes, la cual postula su origen en las estepas pónticas de Europa oriental.

Clasificación de las lenguas indoeuropeas. Rojo: Lenguas extintas. Blanco: Categoría o protolenguas no comprobados. Mitad izquierda: Lenguas centum. Mitad derecha: Lenguas satem.

Sir William Jones fue el primero en postular en el siglo XVIII la existencia del PIE, luego de observar similitudes entre el sánscrito, griego antiguo y latín. A inicios del siglo XX se desarrollaron descripciones bien definidas del PIE, las cuales siguen siendo aceptadas hasta hoy en día (con algunas modificaciones). Los mayores logros del siglo XX fueron el descubrimiento de las lenguas anatolias y tocarias y el reconocimiento de la teoría de las laringales. Las lenguas anatolias también han estimulado una revaluación importante de las teorías sobre el desarrollo de varias características lingüísticas indoeuropeas comunes y la medida en que estas características estuvieron presentes en el PIE misma.
Se cree que el PIE ha tenido un sistema morfológico complejo que incluía inflexiones (sufijo de raíces como en quién, a quién, de quién) y apofonías (alteraciones vocálicas como en el inglés sing, sang, sung). Los sustantivos usaban un sistema de declinación complejo y los verbos, de manera similar, un sistema de conjugación altamente sofisticado.
Se ha propuesto relacionar las lenguas indoeuropeas con otras familias, sobre todo con las lenguas urálicas debido a que sus hablantes primigenios comparten el mismo origen racial caucásico o blanco, pero esto continúa siendo polémico.
No hay evidencia escrita del PIE, por lo que todo lo que se sabe de esta lengua es derivado de la reconstrucción desde lenguas posteriores usando técnicas lingüísticas como el método comparativo y la reconstrucción interna.

##### Pre-protoindoeuropeo
La hipótesis indohitita o indoanatolia postula existió un ancestro común a las lenguas anatolias y al resto lenguas indoeuropeas. A pesar de que es evidente que el pIE tuvo ancestros, la hipótesis indohitita no es ampliamente aceptada. La alternativa consiste en sostener que el protoanatolio, es simplemente un descendiente más del protoindoeuropeo. Algunos autores llaman al proto-indo-anatolio, pre-protoindoeuropeo o indoeuropeo preflexional.
Otra propuesta teórica es que las lenguas indoeuropeas y urálicas tienen un ancestro común llamado proto-indourálico. Según Frederik Kortland, las lenguas indoeuropeas eran una rama del indourálico que evolucionaron de manera radicalmente diferente bajo la influencia del sustrato caucásico septentrional cuando sus hablantes migraron desde el área norte del mar Caspio al área norte del mar Negro. El estudioso David Anthony considera dudosa esta propuesta teórica, pues comparando el idioma protoindoeuropeo y el protourálico, aparecen diferencias notoriamente grandes. No existe consenso actual sobre la validez de la hipótesis indourálica.

##### Orígenes de las lenguas indoeuropeas
Utilizando un análisis matemático tomado como referencia la biología evolutiva, Don Ringe y Tandy Warnow proponen el siguiente árbol evolutivo de ramas indoeuropeas:
- Protoanatolio (antes de 3500 a. C.)
- Prototocario
- Protoitalocelta (antes de 2500 a. C.)
- Protogermánico
- Protoarmenio y protogriego (después de 2500 a. C.)
- Protobaltoeslavo
- Protoindoiranio (2000 a. C.)

David Anthony, siguiendo la metodología de D. Ringe y T. Warnow, propone la siguiente secuencia:
- Protoanatolio (4200 a. C.)
- Prototocario (3700 a. C.)
- Protogermánico (3300 a. C.)
- Protoitálico y protocelta (3000 a. C.)
- Protoarmenio (2800 a. C.)
- Protobaltoeslavo (2800 a. C.)
- Protogriego (2500 a. C.)
- Protoindoiranio (2200 a. C.); dividido entre iraní e índico antiguo en 1800 a. C.

### Arqueología: Migraciones desde la estepa Urheimat
La investigación arqueológica ha desenterrado una amplia gama de culturas históricas que pueden estar relacionadas con la propagación de las lenguas indoeuropeas. Varias culturas de la estepa muestran fuertes similitudes con la cultura yamna de la estepa póntica, mientras que en el mismo intervalo de tiempo varias culturas asiáticas coinciden también con la propuesta.
Según la conocida hipótesis de los kurganes, o llamada también teoría de la estepa, la lengua, cultura y sangre indoeuropeas se expandieron en varias etapas, desde la tierra natal euroasiática de los protoindoeuropeos en las estepas pónticas hacia Europa occidental y central y el sur de Asia, a través de migraciones en masa y subyugación de los pueblos conquistados, esto es, que estos indoeuropeos impusieron su lengua y cultura a otros pueblos mientras ellos constituían la élite. Este proceso se inició con la domesticación del ganado y su introducción en las estepas euroasiáticas alrededor del 5200 a. C., y los inventos de la rueda y el carruaje, los cuales ayudó a los indoeuropeos a movilizarse rápidamente y a ser superiores con respecto a otras culturas. Entre el 4500 a. C. y el 2500 a. C., los indoeuropeos, que ya habían absorbido a otras culturas aledañas, aunque posiblemente de raza similar, se expandieron a lo largo de las estepas pónticas hacia Europa y Asia.
Por el 4200 a. C., estos pastores de las estepas (nos referimos a los indoeuropeos) llegaron al valle del Bajo Danubio, causando el colapso de la Vieja Europa. La rama anatolia, al cual pertenecen los hititas, probablemente llegaron a Anatolia desde el valle del Danubio. Con las migraciones hacia el este de la cultura yamna se fundó cultura Afanasievo, de donde salieron los tocarios. Las momias del Tarim, de fenotipo caucásico y muchos de ellos pelirrojos, demuestran que los tocarios migraron de la cultura Afanievo a la cuenca del Tarim. Las migraciones al sur pudieron haber originado la cultura de Maikop, aunque algunos creen que los orígenes de los Maikop pudieron haber estado en el Cáucaso.
Los indoeuropeos occidentales (germanos, celtas, itálicos) probablemente migraron a Europa desde los Balcanes y el Danubio, es decir, desde un conglomerado de culturas en el sureste de Europa. Por el 3000 a. C. un grupo de indoeuropeos de la cultura yamna migraron al oeste, a lo largo del río Danubio; los eslavos y bálticos se asentaron poco después a orillas del Dniéper (actual Ucrania), mudándose luego hacia el norte hasta la costa báltica. La cultura de la cerámica cordada en Europa central (tercer milenio a. C.), que se desarrolló luego de migraciones masivas de las estepas euroasiáticas, probablemente desarrolló un papel importante en la expansión de los pregermánicos y prebaltoeslavos, junto a sus respectivas lenguas.
La parte oriental de la cultura yamna contribuyó en el desarrollo de la cultura de Sintashta (2100-1800 a. C.), donde la lengua y cultura indoiranias emergieron y donde se inventó el carruaje. Luego se desarrolló en la cultura Andronovo (1800-800 a. C.) y por otro lado en el complejo arqueológico Bactria-Margiana (2300-1700 a. C.). Los indoarios se separaron de los iranios alrededor del 1800 a 1600 a. C., y después de eso migraron al Levante (Mitanni), norte de la India (cultura védica) y China (Wusun). Los iranios se expandieron por las estepas con los escitas y se introdujeron en Irán con los medos, partos y persas desde el 800 a. C. Vale aclarar que cuando hablamos de indoiranios y sus descendientes indoarios e iranios no debe confundirse con los actuales hablantes de lenguas indoarias e iranias, quienes racialmente son diferentes a los antiguos indoeuropeos (caucásicos nórdicos), y que tan solo el legado de sus lenguas perduraron en los referidos asiáticos.

### Antropología
Según Marija Gimbutas, el proceso de indoeuropeización de Europa fue principalmente cultural, no física. La migración indoeuropea de la cultura yamna a Europa se dio por vía militar, invadiendo tierras indígenas e imponiéndose un nuevo sistema administrativo, una nueva lengua y religión sobre los derrotados grupos indígenas. La organización social facilitó extremadamente la eficacia de los indoeuropeos yamnas en la guerra, debido también a su estructura patriarcal y patrilineal. Los europeos antiguos preindoeuropeos no tenían una clase guerrera ni caballos. Vivían en sociedad monárquicas bajo el mando de una sacerdotisa-reina, es decir, una suerte de matriarcado, común en pueblos más primitivos. Esta estructura social de la Vieja Europa contrastaba bastante con la de los invasores indoeuropeos.
Las lenguas indoeuropeas se expandieron a través de la sustitución lingüística. Grupos pequeños que conforman la élite pueden cambiar un área cultural más grande, haciendo que el resto de la población adopte la cultura y la lengua del grupo dominante sin que necesariamente haya mezcla racial. Eso fue lo que sucedió en el norte de la India, donde los invasores indoarios conformaron la élite y cambiaron el panorama cultural de la población indígena, en este caso, que eran de origen dravídico.
Según Guus Kronen, cuando los indoeuropeos migraron a Europa, encontraron poblaciones que hablaban lenguas que no estaban relacionadas con las lenguas indoeuropeas. Se sabe poco de las lenguas que hablaban los preindoeuropeos, a excepción del vasco. La indoeuropeización de Europa causó una extinción lingüística masiva, probablemente una sustitución lingüística en masa. Los estudios de Kronen revelan que las lenguas preindoeuropeas contienen marcas neolíticas que provienen de las lenguas tirsénicas y, por lo tanto, patrones que indican las primeras migraciones prehistóricas en Europa de poblaciones ganaderas.
El filólogo Edgar C. Polomé encontró que el 30% de los sustratos preindoeuropeos en el alemán moderno derivan de hablantes no indoeuropeos de la cultura de los vasos de embudo, desarrollada en el sur de Escandinavia. Cuando los indoeuropeos de la cultura yamna migraron a esa zona durante el tercer milenio antes de Cristo, estos dominaron a la población indígenas, como lo iban haciendo en todas partes a donde invadían, y como hemos dicho, obligaban al resto de la población a adoptar la cultura y lengua indoeuropeas; sin embargo, en este proceso de indoeuropeización parte del léxico preindoeuropeos persistió en la formación del protogermánico. Según Marija Gimbutas, la migración de las culturas de la cerámica cordada a Escandinavia tuvo como consecuencia la síntesis entre estas culturas indoeuropeas con la cultura de los vasos de embudo, dando como resultado en lo referente a la lengua la formación del protogermánico.

### Genética
Desde los 2000 la genética ha sido muy importante en la investigación de las migraciones indoeuropeas. Estudios en el genoma humano revelan que hubo relaciones entre varias culturas y el momento en cuando esas relaciones sucedieron. Una investigación de Haak en 2015 muestra que el 75% los ancestros de los indoeuropeos de la cultura de la cerámica cordada provienen de la cultura yamna; y Allentof a la sazón demostró que la cultura de Sintashta estuvo genéticamente relacionada con la cultura de la cerámica cordada. Como vemos, los argumentos positivos que afimaron algunos estudiosos acerca de la síntesis entre pueblos indoeuropeos y no indoeuropeos durante las migraciones a Europa y Asia no parecen ser absolutamente ciertas. La genética demuestra que la mayoría de los habitantes de las nuevas culturas indoeuropeas nacidas de las migraciones desde las estepas euroasiáticas sí conservaban su sangre primigenia.
Por tanto, se puede afirmar que si bien los pueblos indígenas no indoeuropeos no se extinguieron totalmente, sino que adoptaron la lengua y cultura indoeuropas y que con el correr de los siglos terminaron mezclándose con los inmigrantes indoeuropeos, los indoeuropeos eran una amplia mayoría y no solo conformaban la élite, sino la mayor parte de los nuevos pueblos protoindoeuropeos. Sin embargo, la gran excepción de esto fue la migración de los arios a la India, que dada su inferioridad numérica, sólo podían permitirse conformar la élite y dominar a la inmensa mayoría dravídica del subcontinente.
En lo referente a las cuestiones raciales, la genética también ha tenido un papel importante en descubrir las características raciales de los antiguos indoeuropeos y los pueblos indígenas no indoeuropeos de la Vieja Europa. Actualmente son tres los haplogrupos que representan la mayor parte de la ascendencia patrilineal de los europeos, y estos son: I, R1 y J. El primero está indudablemente asociado a los nórdicos blancos; mientras que el segundo y el tercero están asociados probablemente a los nórdicos rojos y arménidos respectivamente. Es altamente probable que los antiguos indoeuropeos eran exclusivamente un conjunto de pueblos cuyo linaje pertenecía al haplogrupo I, y en menor medida R1 (las momias del Tarim asociadas a los tocarios eran pelirrojas, por tanto, de rasgos nórdicos rojos); en cambio, los pueblos no indoeuropeos que poblaban Europa presentaban linajes asociados a los haplogrupos R1 y J, y en menor medida E1b1, este último de origen africano.

## Orígenes de los indoeuropeos

### Urheimat
La hipótesis de los kurganes, formulada por primera vez en los años 1950 por Marija Gimbutas, y apoyada desde la década de 1980 por los indoeuropeístas[cita requerida] sostiene la existencia del urheimat o tierra natal donde se desarrolló el idioma protoindoeuropeo.

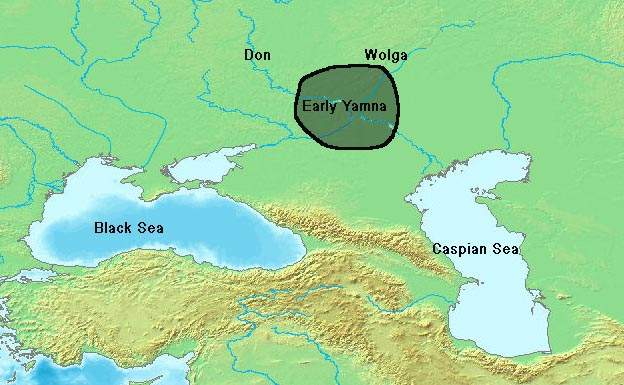
Ubicación de la Cultura Yamna